# Битва при Ассандуне
Битва при Ассандуне (или Эссендуне) произошла между датской и англосакской армиями 18 октября 1016 года. Оно закончилось победой датчан под предводительством короля Кнуда, которые одержали победу над англосакской армией под предводительством короля Эдмунда Железнобокого. Битва стала завершением завоевания Англии викингами.

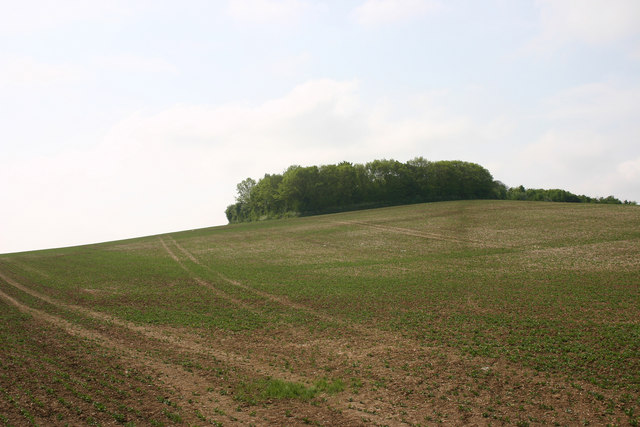
Холм Эшингдон, возможное место битвы

## Предыстория
Изначально в Англии было семь королевств, но к концу X века их осталось только два. Датчане правили двумя третями Англии — Данелагом, территорией к северу от Темзы, вдоль реки Ли, на северо-запад до Мидлендса включительно, включая восточную Мерсию до Честера и реки Ди. Саксы управляли территорией к югу от Темзы, западу Уэссекса и западу Мерсии.

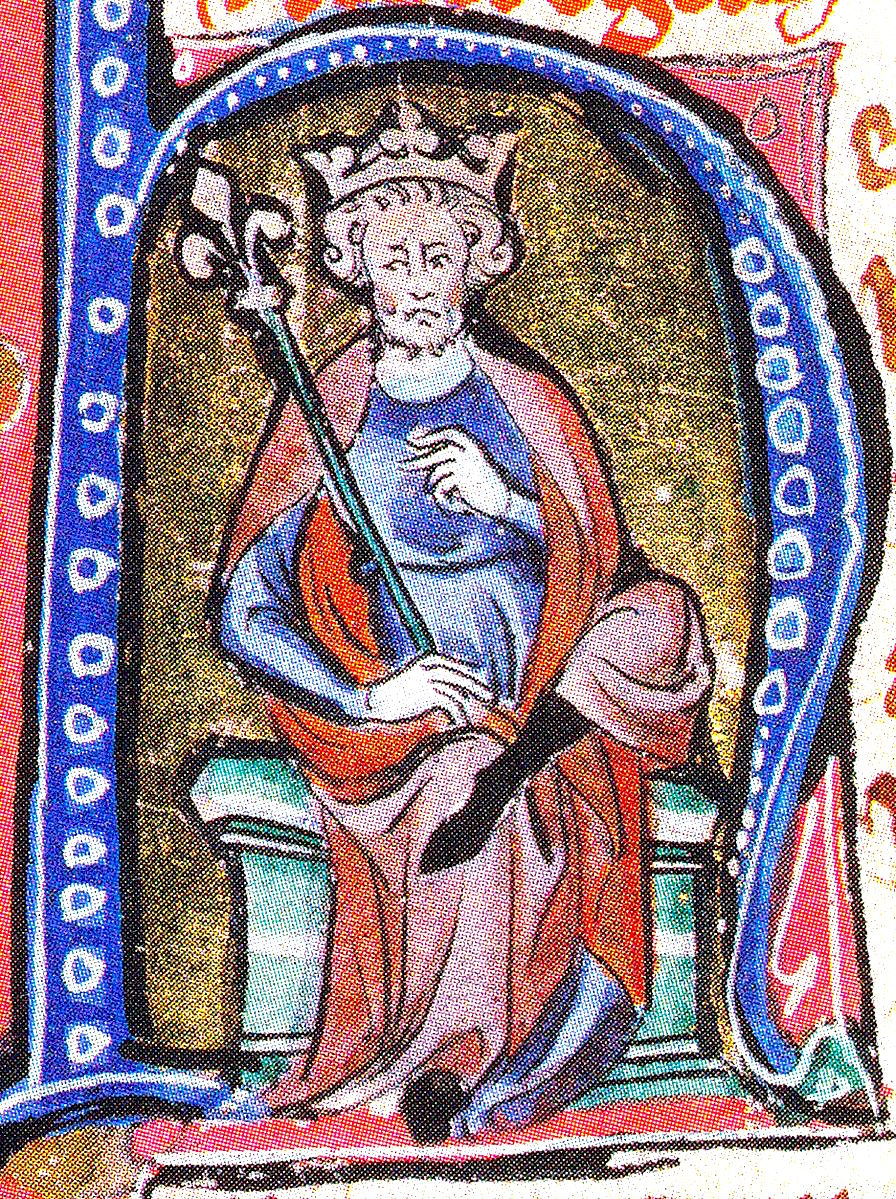
Кнуд Великий из средневековой рукописи.

23 апреля 1016 года король Этельред Неразумный умер от болезни, которой он страдал с прошлого года. Два противоборствующих собрания собрались, чтобы назвать его преемника; собрание граждан Лондона провозгласило Эдмунда королем, а более крупный Витан в Саутгемптоне провозгласил королем Кнуда. Осенью 1016 года король Эдмунд собрал армию, состоящую из западносакских войск, а также людей из Южной Англии, чтобы разгромить датское войско во главе с королем Кнудом, которое перешло через Темзу в Эссекс.
Перед битвой король Кнуд осадил Лондон. Он получил значительную поддержку со стороны английской знати против саксонской иерархии. Осада была ответом на завоевание королём Эдмундом Уэссекса, которым ранее управляли датчане, а также на несколько небольших, но нерешительных столкновений с армией Кнуда. Лондон выдержал осаду с помощью Эдмунда, но ему не хватало войск после нападения на датчан в Мерсии.

## Ход битвы
18 октября, когда датчане вернулись на свои корабли, две силы наконец вступили в бой в месте под названием Ассандун, точное место которого оспаривается. Эдмунд построил своих людей в три линии и сражался на передовой, чтобы воодушевить своих людей, в то время как Кнуд, скорее стратег, чем воин, не сражался в своих рядах. Согласно похвальной речи королевы Эммы, битва длилась весь день, и в разгар боя англосаксам казалось, что датчаны не столько сражаются, сколько бушуют, и что датчане были полны решимости умереть, прежде чем отступить. Во время битвы Эдрик Стреона, элдормен Мерсии, покинул битву, позволив скандинавам прорваться через англосакские линии и одержать решающую победу. В версии похвальной речи королевы Эммы говорится, что Эдрик убеждал своих людей бежать ещё до начала битвы, говоря: «Давайте убежим и избавим себя от неминуемой смерти, иначе мы все падём немедленно, ибо я знаю стойкость датчан». Видя, что значительная часть его армии покинула поле боя, Эдмунд не испугался. Он сказал своим воинам, что им будет лучше без трусливых людей, которые их покинули, и двинулся в гущу врага, уничтожая датчан со всех сторон. Хотя у англосаксов было больше людей, они и потеряли больше людей, чем датчане. Эдрик Стреона ранее перешёл на сторону Кнуда, когда высадился в Англии, но после поражения Кнуда в битве при Отфорде он вернулся к англосаксам. Однако это была уловка, поскольку он снова предал англосаксов в битве при Ассандуне.
В ходе битвы Эднот Младший, епископ Дорчестера, был убит на реке Темза людьми Кнуда, когда он служил мессу от имени людей Эдмунда Железнобокия. Согласно книге Илии, Эдноту сначала отрубили руку ради кольца, а затем его тело разрубили на куски. Элдормен Ульфцител Сниллингр также погиб в бою.

## Последствия
После своего поражения Эдмунд был вынужден подписать договор с Кнудом. По этому договору вся Англия, за исключением Уэссекса, будет контролироваться Кнудом, и когда один из королей умрет, другой заберет всю Англию, причём сын этого короля станет наследником престола. После смерти Эдмунда 30 ноября Кнуд стал королем всей Англии. 18 октября 1032 года была освящена церковь в Ассандуне в память о битве и погибших во время неё.

## Местоположение поля боя
Существуют разногласия по поводу того, может ли Ассандун быть Эшдоном возле Сафрон-Уолдена на севере Эссекса, Англия, или, как давно предполагалось, Эшингдон возле Рочфорда в Англии, юго-востоке Эссекса. 
Есть и другое возможное место битвы; Эшдон, также в Эссексе, или ближе к соседнему Хэдстоку. В этом районе было много находок римских и англосаксонских монет, а при строительстве ветки от Сафрон-Уолдена до Бартлоу через «Красное поле» между Хэдстоком и Линтоном в 1860-х годах было обнаружено большое количество останков скелетов. Историки годами безрезультатно спорили по поводу различных мест. Деревянная деревенская церковь Эшдона X века, которая сама, возможно, была построена на месте дохристианского храма, вероятно, была перестроена из камня в начале XI века, примерно в подходящее время для завоевания Кнуда. От более ранних построек мало что осталось, которые были в значительной степени уничтожены строительством нынешней церкви Всех Святых в конце XIII — начале XV веков. Возможным местом для церкви Кнуда является церковь Св. Ботольфа в Хэдстоке, известная на сегодняшний день с начала XI века, все ещё в значительной степени сохранившаяся и расположенная гораздо ближе к альтернативному месту битвы.

## Память
Битва кратко упоминается в саге о Кнютлингах, в которой цитируются стихи скальдической поэзии Оттарра Сварти, одного из придворных поэтов Кнуда.
Король Кнуд провел третью, самую важную битву против сыновей Этельреда в месте под названием Эшингдон, к северу от датского леса. По словам Оттарра:
В Эшингдоне ты хорошо поработал
в войне щитов — король-воин;
коричневой была плоть тел
подали кровавой птице:
в бойне ты победил,
сир, своим мечом
там достаточно имени,
к северу от датского леса.
В 2016 году тысячелетие битвы было отмечено в Эшингдоне инсценировкой.